# Neohelina semivittata
Neohelina semivittata är en tvåvingeart som beskrevs av Malloch 1924. Neohelina semivittata ingår i släktet Neohelina och familjen husflugor. Inga underarter finns listade i Catalogue of Life.